# Juan Pedro Juárez Meléndez
Juan Pedro Juárez Meléndez (San Pedro Tlalcuapán, Tlaxcala, 26 de junho de 1951) é um clérigo católico romano mexicano e Bispo de Tula.

## Biografia
Juan Pedro Juárez Meléndez concluiu os estudos eclesiásticos no Seminário Menor e Maior de Tlaxcala e recebeu o Sacramento da Ordem em 9 de agosto de 1975 para a Diocese de Tlaxcala. Em 1977, obteve a licenciatura em direito canônico pela Pontifícia Universidade Gregoriana de Roma.
Como sacerdote desempenhou as seguintes funções: pai espiritual do Seminário Menor de Tlaxcala e, ao mesmo tempo, Conselheiro do Movimento Juvenil e Tabelião no julgamento diocesano das Crianças mártires de Tlaxcala (1977-1978); vice-reitor do Seminário Menor (1978-1983); Reitor do Seminário de Tlaxcala (1983-1986); Administrador Diocesano da Diocese de Tlaxcala (1989-1991); e até sua nomeação, era membro do Conselho de Consultores e do Conselho para a Formação Permanente do Clero (desde 1985) e Vigário Geral da Diocese de Tlaxcala (desde 1986).
Em 12 de outubro de 2006, o Papa Bento XVI o nomeou ao bispo de Tula. O Bispo de Tlaxcala, Jacinto Guerrero Torres, o consagrou em 26 de novembro do mesmo ano em Esplanade, Ixmiquilpan; os principais co-consagradores foram o arcebispo de Puebla de los Ángeles, Rosendo Huesca Pacheco, e o bispo auxiliar em Morelia, Octavio Villegas Aguilar.
Na Conferência Episcopal Mexicana (CEM), Juárez Meléndez foi membro do Conselho Permanente de 2018 a 2021 como representante da região de Hidalgo. Tornou-se então presidente do Conselho de Assuntos Jurídicos e membro suplente para a região de Hidalgo no conselho permanente da Conferência Episcopal.

Em 3 de julho de 2024, o Papa Francisco nomeou-o administrador apostólico da Diocese de Atlacomulco, durante o período em que a referida diocese se encontra vacante.